# Badische Krone
Die Badische Krone ist eine Krone und Teil der Kroninsignien der Großherzöge von Baden.

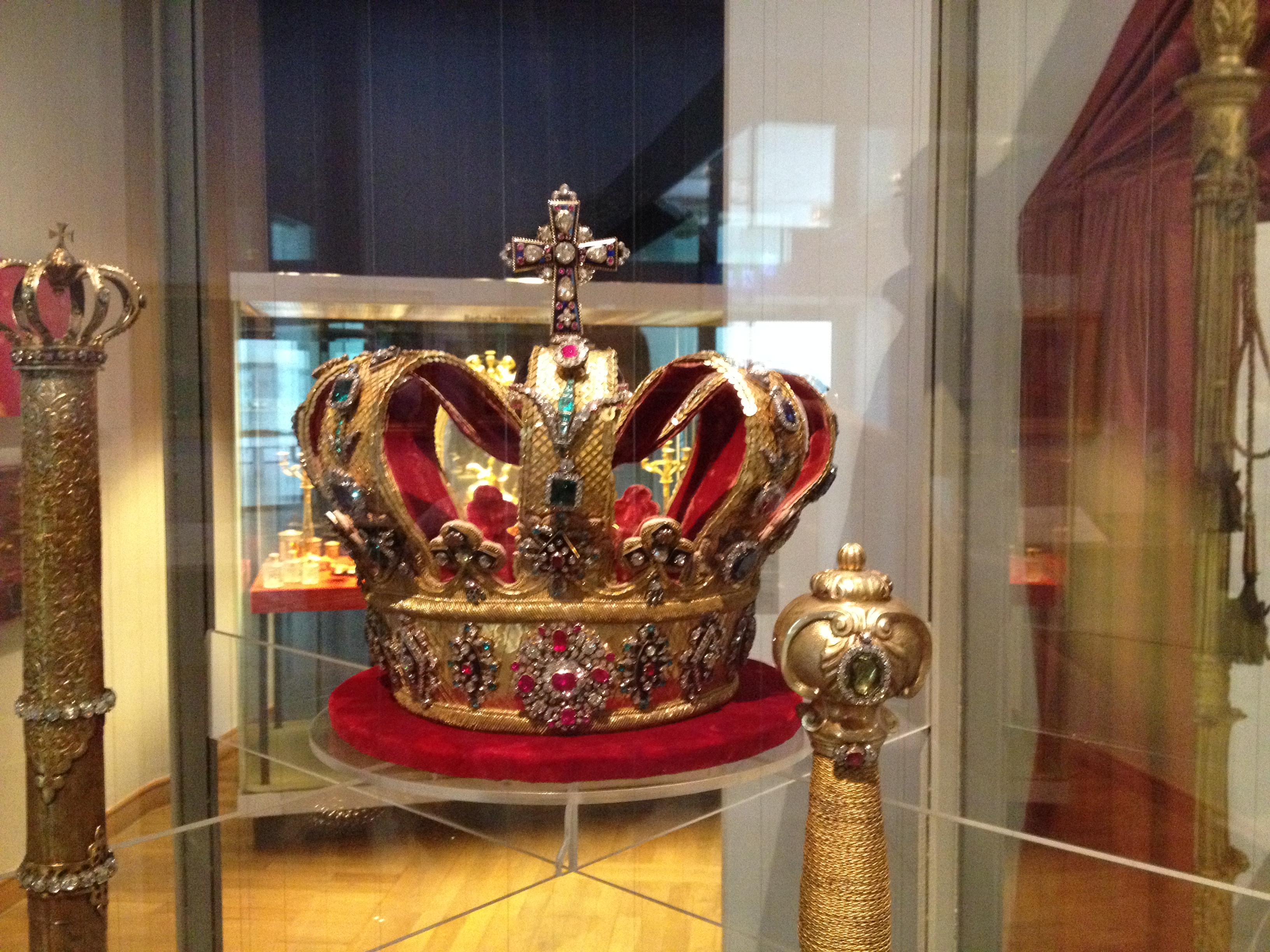
Badisches Landesmuseum Karlsruhe im Schloss Karlsruhe: Die Badische Krone

Die badischen Kroninsignien (Zepter gefertigt aus einem Pusikan und Zeremonienschwert) wurden, wie die Krone, zur Beisetzung des Großherzogs Karl Friedrich von Baden im Jahr 1811 in aller Eile hergestellt.
Zur Verwendung kamen aus dem bereits 1803 gefertigten Kurhut die blaue emaillierte Kugel mit Diamanten und Rubinen und das ebenso verzierte Kreuz. Weitere Edelsteine stammen zum Teil aus Gegenständen, die bei der Säkularisation an das Haus Baden gekommen waren, unter anderem aus dem Kloster Schwarzach. Die Krone ist 26 cm hoch und weist einen Reifdurchmesser von 13,8 cm auf. Die
Konstruktion besteht aus einem mit Pappe verstärkten Drahtgerüst, das innen mit purpurrotem Samt bezogen ist. Auf seiner Außenseite ist der Stirnreif mit vergoldetem Silberblech belegt. Die acht Bügel der Krone sind außen mit gelbem Seidentaft bezogen und mit einem Gittermuster aus Goldfäden überstickt. Die Ränder der Bügel werden von vergoldeten Pailletten gesäumt.